# 令狐建
令狐 建（れいこ けん、生年不詳 - 789年）は、唐代の官僚・軍人。本貫は京兆府富平県。

## 経歴
令狐彰の子として生まれた。大暦4年（769年）12月、父が長安に入朝すると、令狐建は兼御史中丞を加えられ、滑州に帰った。大暦8年（773年）、父が死去すると、滑州の三軍は喪礼を止めて官につくよう令狐建に迫ったが、令狐建は死を誓って従わず、一家を挙げて長安に帰った。喪が明けると、令狐建は右龍虎軍使に転じた。
建中4年（783年）、涇原の兵が反乱を起こし、徳宗が奉天に避難するにあたって、令狐建は軍中で射を教えていたが、400人を率いて徳宗の後ろを守った。奉天に到着すると、令狐建は行在中軍鼓角使となった。興元元年（784年）、徳宗がさらに梁州に避難すると、令狐建は行在右廂兵馬使・右羽林軍大将軍に転じ、御史大夫を兼ねた。6月、検校左散騎常侍・行在都知兵馬使・左神武軍大将軍を加えられた。
令狐建の妻の李氏は李宝臣の娘であったが、令狐建は彼女を憎んで離縁しようと、傭教生の邢士倫と姦通していたと誣告した。令狐建は邢士倫を召し出して杖殺し、その妻を追放した。邢士倫の母がこれを聞いて、その痛苦に耐えられず、死去した。李氏はこの件を取り調べるよう奏請し、徳宗は三司に命じて捜査させた。李氏と奴婢の主張の正しさが証明され、邢士倫が誣告されたのが明白になると、令狐建は罪を認めた。令狐建は赦免された。貞元4年（788年）7月、前官のまま右領軍衛大将軍となった。貞元5年（789年）3月、無辜の者を勝手に殺した罪を問われたが、徳宗は旧功を思って、特別に容赦していた。再び訴えられ、令狐建の言葉には虚妄が多かったため、施州別駕同正に左遷された。まもなく配所で死去した。貞元6年（790年）9月、右領軍衛大将軍の位を追贈された。貞元10年（794年）、さらに揚州大都督の位を贈られた。

## 伝記資料
- 『旧唐書』巻124 列伝第74
- 『新唐書』巻148 列伝第73